# Desa Kalanganyar (administrativ by i Indonesien, Banten, lat -6,12, long 106,11)
Desa Kalanganyar är en administrativ by i Indonesien.   Den ligger i provinsen Banten, i den västra delen av landet, 80 km väster om huvudstaden Jakarta.